# Henri-Edmond Casgrain
Pour les articles homonymes, voir Casgrain.

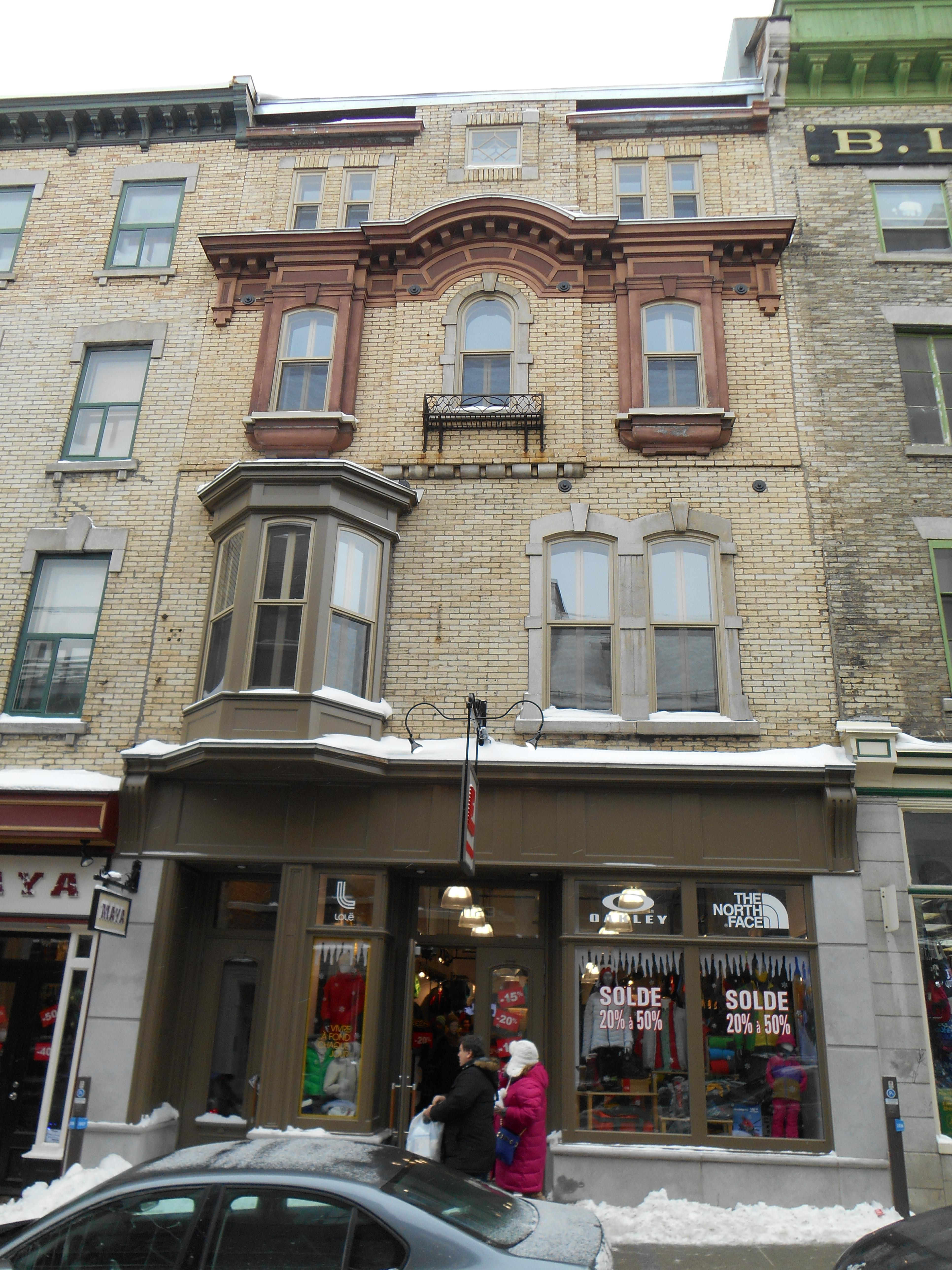
Maison Henri-Edmond Casgrain, 1123-1127, rue Saint-Jean, Québec, construite en 1888

Henri-Edmond Casgrain, né le 5 août 1846 à Notre-Dame-de-Bonsecours et mort le 30 octobre 1914 à Québec, est un dentiste, inventeur et échevin québécois considéré comme le premier automobiliste au Québec. Il est le cousin de l'historien, critique littéraire et homme d'Église Henri-Raymond Casgrain et de l'avocat et homme politique Philippe Baby Casgrain et neveu de l'avocat et un homme politique Charles-Eusèbe Casgrain.  

## Biographie

### Années de formation
Henri-Edmond Casgrain naît le 5 août 1846 dans la paroisse Notre-Dame-de-Bonsecours, à L'Islet-sur-Mer. Il est le cinquième d'une famille de six enfants (cinq garçons et une fille nés entre 1833 et 1857), fils d'un notaire de L’Islet, Olivier-Eugène Casgrain et de Marie-Hortense Dionne, fille du conseiller législatif Amable Dionne. C'est au manoir de L’Islet qu'il vécut ses années d’enfance. Il étudia au collège de Sainte-Anne-de-la-Pocatière (1857 à 1864) pour ensuite entreprendre des études de médecine à l’Université Laval à Québec (1866 à 1868). Il poursuivit par la suite ses études au Pennsylvania College of Dental Surgery (en), à Philadelphie, pour y acquérir les connaissances qui lui permettront d'exercer la profession de dentiste.
Le 16 octobre 1879, il épouse, à Montmagny, Emma Gaudreau, de 15 ans plus jeune que lui. Le couple, qui n'eut pas d'enfants, décida d'aller habiter Québec. C'est d'abord auprès de lui que sa jeune épouse acquerra les rudiments de la profession de dentiste qu'elle sera autorisée d'exercer par la suite, devenant la première femme dentiste au Québec ainsi qu'au Canada. Ils ouvriront une clinique dentaire sur la rue Saint-Jean à Québec, en 1898.

### Arrivée de l'automobile

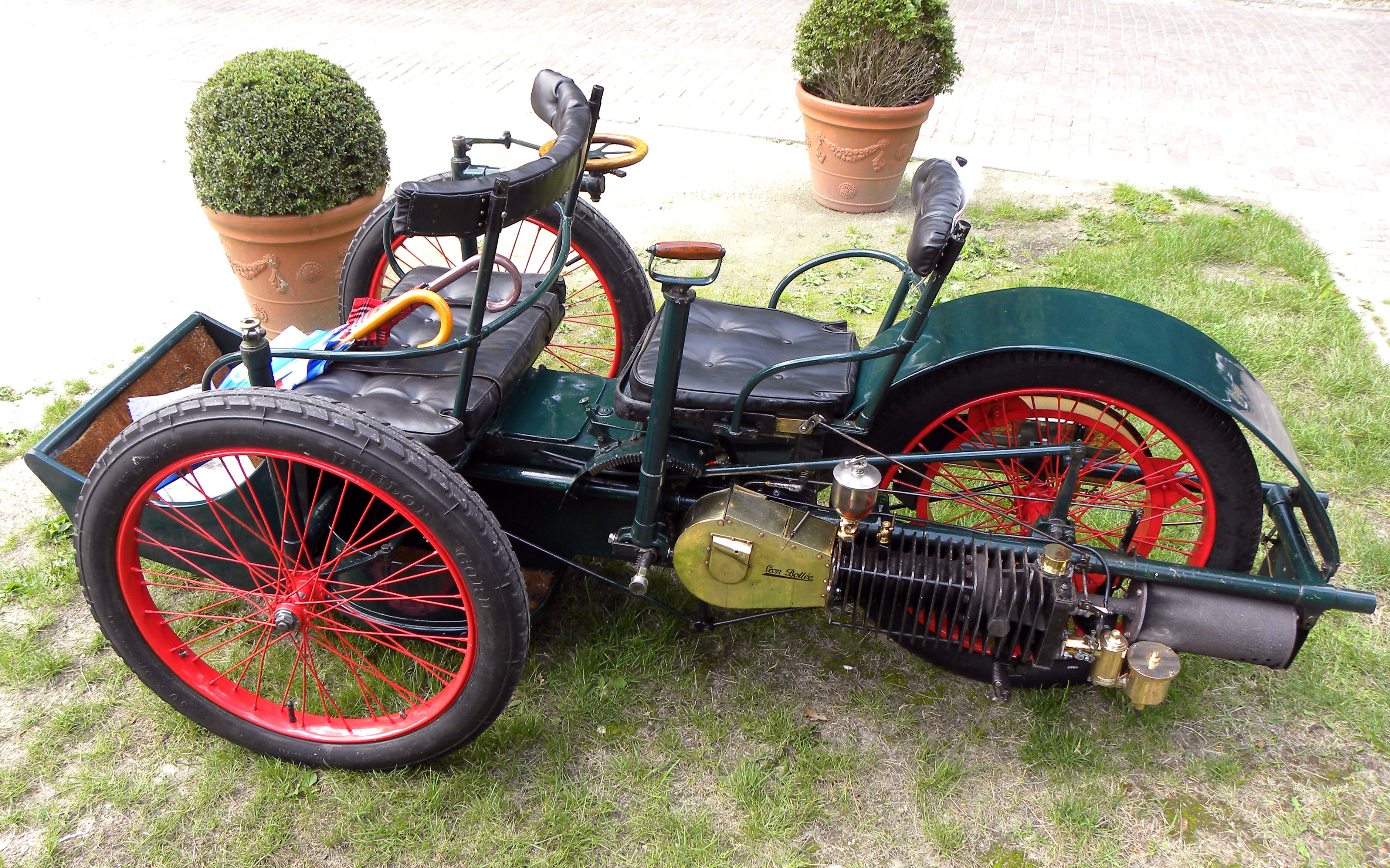
L'un des modèles de voiture inventé par Léon Bollée semblable à celui acquis par Henri-Edmond Casgrain et qui fut vraisemblablement l'un des premiers modèles à rouler au Québec

C'est en 1897 que Henri-Edmond Casgrain fait l'acquisition de sa première automobile, un modèle inventé par le constructeur français Léon Bollée que son inventeur a baptisé Voiturette. C'est lors d’un voyage aux États-Unis que Casgrain découvrit ce nouveau mode de transport. L'histoire retient la Henry Seth Taylor steam buggy (en) construite par l'horloger et bijoutier Henry Seth Taylor de Stanstead, au Québec, comme la première automobile à avoir été construite dans le pays. Construit en 1867, ce prototype fonctionnait à la vapeur. Trente ans plus tard, au printemps de 1897, George Foote Foss construisit, à son tour, un prototype de sa conception qui a peut-être roulé dans les rues de Sherbrooke. Henri-Edmond Casgrain ne serait donc pas forcément, strictement parlant, le premier à avoir circulé dans une automobile au Québec. Toutefois, il fut peut-être le premier ou à tout le moins l'un des premiers au Québec à posséder une voiture équipée d'un moteur à essence. Étant insatisfait de sa voiture qui possédait trois vitesses pouvant se déplacer à 5 milles, 9 milles et 18 milles à l’heure, il modifia considérablement le modèle de Bollée en vue de lui apporter des améliorations.

### Inventions
Plusieurs inventions sont à porter au crédit de Henri-Edmond Casgrain. L'une d'elles consistant en un appareil permettant la fusion de l’aluminium et d’autres métaux fut présentée dans le numéro du 30 mars 1895 de la revue Scientific American. Cet appareil lui était d'une utilité dans sa pratique en dentisterie. Il fit breveter un procédé de fabrication des dentiers qu'il vendit à la Buffalo Dental Manufacturing Company. Il inventa aussi un modèle de lampe à gaz acétylène et une machine pour la fabrication des cigarettes.

### Autres occupations
De 1900 à 1904, il siégea comme conseiller municipal à Québec. Il a occupé le poste de vice-président du Collège des chirurgiens-dentistes de la province de Québec et fut membre de la Congrégation des hommes de Notre-Dame de Québec (Haute-Ville). Henri-Edmond Casgrain mourut le 30 octobre 1914 à Québec. Il sera inhumé trois jours plus tard au cimetière Notre-Dame-de-Belmont.